# 斯捷皮夫卡 (博布里涅茨區)
47°51′12″N 32°16′13″E / 47.85333°N 32.27028°E
斯捷皮夫卡（烏克蘭語：Степівка），是烏克蘭中部的村莊，隸屬基洛夫格勒州的克羅皮夫尼茨基區。該村面積1.46平方公里，海拔高度86米，2001年人口103，人口密度每平方公里70.8人。